# Coorti urbane
Le coorti urbane o urbaniciani furono uno speciale corpo militare, istituito da Augusto, volto al mantenimento dell'ordine pubblico e della sicurezza nell'Urbe.

## Storia
Le coorti urbane furono istituite da Augusto nel 13 a.C. e svolgevano un servizio di tutela dell'ordine pubblico all'interno della città di Roma.
Come scrive Svetonio: esse sono “la guardia dell'Urbe” così come le pretorie “la guardia dell'Imperatore”. Si può dire che questa formazione fosse l'unica in qualche modo sotto il controllo del Senato, in quanto il suo comando era di spettanza al Praefectus urbi, un senatore, e l'unica carica rimasta di natura civile nell'impero. In effetti nei periodi più turbolenti, tanto più se causati dalla Guardia pretoriana, furono queste unità che si posero a protezione del Senato. Nel corso degli anni il numero di coorti passò da tre a sette sotto Claudio.
Alla fine del II secolo anche il controllo delle coorti urbane passa nelle mani del Prefetto del Pretorio; da questo momento, oltre alla difesa dell'Urbe, le coorti saranno preposte anche al ruolo di ausiliarie delle pretorie, contribuendo, in casi di estremo pericolo, alla difesa dello stesso Imperatore.
Con Traiano furono impiegate anche nelle province, e spesso intervennero per stroncare rivolte organizzate, oltre ai normali compiti svolti in Italia. Nel 312 Costantino non congedò le coorti urbane come fece per le coorti pretoriane, e ne lasciò intatto il castra a differenza di quello pretoriano sul Viminale, ma nel corso del IV secolo verranno smilitarizzate, e non avranno più alcun ruolo bellico, tanto che nel sacco di Roma del 410 nessun contemporaneo le menziona.
Alcuni recenti studi della Fondazione Besso, attribuirebbero l'eredità delle coorti urbane a formazioni di cittadini romani, organizzati nell'alto medioevo per la difesa del Pontefice e dell'Urbe stessa; pertanto le funzioni ed i compiti delle coorti, sarebbero proseguiti nel Medioevo e Rinascimento con l'istituzione della Militia Sancti Petri, trasformata successivamente, nel XVI secolo, nelle formazioni della Milizia Urbana e nella Guardia Civica Scelta, accorpate poi dal beato Pio IX, nel 1850, nella Guardia Palatina d'Onore di Sua Santità.

## Organizzazione
Alcune coorti furono stanziate fuori Roma, in particolare a Cartagine, Pozzuoli e Ostia, dove sovrintendevano soprattutto al servizio di vigilanza sulle spedizioni di grano, e a Lugdunum (Lione), dove aveva sede un'importante zecca.
Inizialmente furono create tre coorti di 500 uomini ciascuna. Per il resto organizzazione interna, comandi, ed equipaggiamento, era del tutto simile alla Guardia pretoriana. È probabile che fossero equitate, similmente alle pretorie, ma l'unica testimonianza di un cavaliere è della coorte di stanza a Cartagine. L'ordinale delle corti era di X, XI e XII, ed in seguito XIV, XV e XVI a seguire dalla IX pretoriana di cui seguivano la numerazione, ed erano considerate ausiliarie.
La vita di caserma era molto simile a quella dei pretoriani, con cui condivisero l'accampamento fino al 270; invero, con la costruzione dei Castra Praetoria, vi prendono alloggio insieme alle pretorie e vi rimarranno fino al 270 quando si sposteranno nei Castra Urbana sul luogo dell'odierna Piazza di Spagna. Esercitazioni a parte e servizi vari, i soldati delle coorti urbane potevano svagarsi alle terme o nell'arena come qualunque altro civis.
Così come i pretoriani, i frumentarii e gli speculatores (le due formazioni dei servizi segreti dell'Impero), i milites delle coorti urbane erano gli unici autorizzati a girare per Roma armati con gladio o pilo, anche quando, non essendo in servizio, vestivano abiti civili. La consistenza numerica rimase quasi sempre invariata, tranne il breve periodo di Vitellio che ne portò gli effettivi a 1000 uomini per coorte, fino a Settimio Severo, il quale lo fissò a 1500 uomini.

## Reclutamento
Durante il regno di Settimio Severo esse non subiranno il destino delle coorti pretorie, e rimarranno in pratica l'unico corpo militare ad essere reclutato esclusivamente in Italia. Anche nelle coorti urbane di stanza fuori d'Italia la preferenza era accordata a soldati italici, tanto che, ancora nel III secolo, persino in Africa quasi la metà degli effettivi proveniva dall'Italia, quando nella legione III Augusta di stanza in Numidia, ormai da molto tempo il reclutamento era basato essenzialmente sugli africani.

## Armamento
Gli elementi per potere definire l'abbigliamento delle coorti urbane sono molto scarsi. Dalle tracce in nostro possesso si evince come il miles appartenente alle coorti non avesse un equipaggiamento particolare, ma fosse del tutto simile a quello del Pretoriano.
L'elmo, identico all'elmo pretoriano è per lo più del tipo gallo-italo imperiale, su cui poteva spiccare una cresta di crine di cavallo o semplicemente piume di uccello, oppure, nelle situazioni di guerra, un normale elmo, secondo le usanze del periodo, in dotazione anche ai legionari.
Le speculazioni fatte in passato riguardo all'uso di scuta (scudi) ovali invece di rettangolari, o di lorica muscolata, alla luce delle più recenti discussioni sembrano essere decadute. L'utilizzo dell'armamento citato era vario e, al momento, senza una particolare giustificazione. Le coorti portavano un equipaggiamento simile a quello degli altri legionari, con il classico gladius (corta spada), e si distinguevano per l'utilizzo del simbolo del Senato, talvolta raffigurato su scudi e insegne.